# Tajemnica Oberwaldu
Tajemnica Oberwaldu (wł. Il mistero di Oberwald) – włosko-zachodnioniemiecki melodramat z 1981 roku w reżyserii Michelangelo Antonioniego. Jego scenariusz powstał na podstawie sztuki Jeana Cocteau Dwugłowy orzeł.

## Występują
- Monica Vitti – Królowa
- Franco Branciaroli – Sebastian
- Paolo Bonacelli – Hrabia Foehn
- Elisabetta Pozzi – Edith de Berg
- Luigi Diberti – Willenstein
- Amad Saha Alan – Tony

## Fabuła
Do zamku Oberwald włamuje się młody mężczyzna w celu zabicia królowej, ale nie udaje mu się, bo mdleje. Ma na imię Sebastian i jest bardzo podobny do zamordowanego króla. Jest też autorem wiersza, który bardzo podoba się królowej, mimo że ją atakuje. Królowa pozwala Sebastianowi, by ją zabił.